# I Fantaeroi
I Fantaeroi (Sidekick) è una serie televisiva d'animazione canadese prodotta da Nelvana dal 2010 al 2013. La sua trasmissione è iniziata in Canada il 3 settembre 2010 su YTV e si è conclusa il 14 settembre 2013, per un totale di 52 episodi trasmessi, suddivisi in 3 stagioni.
In Italia i diritti sono di Switchover Media, che ha trasmesso su K2 dal 19 settembre 2011 i primi 26 episodi. Dal 5 ottobre 2011 tutti gli episodi sono diffusi in streaming a cadenza più o meno settimanale sul canale ufficiale di YouTube di K2 dedicato alla serie.

## Trama
La serie parla di un ragazzo di nome Eric Needles che abita nella villa di Maxum Man insieme a Maxum Brain. Insieme al suo migliore amico, Trevor Troublemeyer, e le sue amiche Vana Glama e Kitty Ko, si allena all'Accademia dei Fantaeroi per diventare Aiutante Fantaeroe (in originale "Sidekick" ossia "spalla/aiutante", termine che nei fumetti americani designa gli aiutanti dei supereroi).
Mentre si occupano della loro formazione, Eric dovrà anche fronteggiare la misteriosa sparizione del suo mentore supereroe Maxum Man e tenerla segreta alla città di Splitsburgo.
Il gruppo di amici dovrà dunque occuparsi da solo di salvare la città e il mondo dai cattivi, nonché seguaci di Master XOX (antagonista principale della serie) e altri personaggi.

## Personaggi
- Eric Needles: è il protagonista della serie, è cresciuto in un orfanotrofio e successivamente è stato scelto da Maxum Man come suo aiutante, ma dopo la sua sparizione deve nascondere la cosa insieme a Trevor e a Maxum Brain. È innamorato di Vana, ma lei lo considera solo una schiappa e un perdente. Di lui è innamorata Kitty Ko, però non se ne rende minimamente conto. Insieme a Trevor va molto male a scuola, dato che i due prendono sempre pessimi voti. È disprezzato da quasi tutti gli abitanti della città. Nell'edizione originale è doppiato da Miklos Perlus, mentre in italiano da Davide Perino (stagioni 1-2) e da Gabriele Patriarca (stagione 3).[1]
- Trevor Troublemeyer: è il migliore amico di Eric e compagno in ogni sua avventura. Possiede un forte sprezzo del pericolo, a causa della sua assai scarsa intelligenza, e una bassissima igiene personale. Suo padre Martin è in realtà Master XOX, il più grande supercattivo di tutti i tempi, fatto di cui Trevor è completamente all'oscuro. Inoltre, ha spesso dei comportamenti da "supercattivo", non trovando nulla di male nell'allearsi insieme a XOX. Nell'edizione originale è doppiato da Christian Potenza, mentre in italiano da Simone Crisari.[1]
- Vana Glama: è una ragazza bella e ambiziosa, che si comporta sempre come una "prima donna"; è anche molto aggressiva e competitiva e non sopporta perdere. Eric è pazzamente innamorato di lei, ma questa invece lo odia a morte, non mancando mai di dimostrare il suo disprezzo per lui. È la migliore amica di Kitty, che però tratta spesso come schiava personale. Sua madre è una hippy che rifugge la violenza e la competizione, causando le ire della figlia. Nell'edizione originale è doppiata da Stephanie Anne Mills, mentre in italiano da Antonella Baldini.[1]
- Kitty Ko: è una ragazza cinese[2] amica di Eric ed innamorata segretamente di lui ma senza che quest'ultimo se ne renda minimamente conto. È un'abile hacker e verso Eric si comporta quasi come una stalker. Durante la serie cerca spesso di confessare il suo amore ad Eric, salvo poi correggersi poco dopo. È la migliore amica di Vana, la quale tende però a sfruttarla. Kitty è anche abile nei combattimenti contro i supercattivi. Durante la seconda stagione, a volte, Eric sbaglia addirittura il suo nome e quando il ragazzo le spezza il cuore senza rendersene conto lei stessa si dimostra vendicativa verso di lui, non disdegnando anche metodi brutali. Nell'edizione originale è doppiata da Denise Oliver, mentre in italiano da Laura Latini (stagioni 1-2) e da Ilaria Latini (stagione 3).[1]
- Maxum Brain: è il computer dall'intelligenza artificiale che dirige tutte le funzioni della Villa Maxum e fa anche da tutore di Eric dopo la sparizione di Maxum Man. Sempre molto ligio e severo, spesso prova una forte antipatia per Eric perché lui e Trevor non rispettano le sue regole e si divertono a mettere in disordine la villa. Ciò nonostante lo aiuta quasi sempre nel momento del bisogno alla fine. La sua caratteristica principale è quella di essere un maniaco della pulizia e dell'ordine. Nell'edizione originale è doppiato da Tony Daniels (il quale gli presta anche un accento indiano), mentre in italiano da Franco Mannella.[1]
- Maxum Man: è il più grande supereroe del mondo, ha scelto Eric come sua spalla prima di sparire. In passato ha girato vari video informativi e documentari (che vengono trasmessi nell'Accademia dei Fantaeroi) insieme al suo assistente di allora, Disastro Kid. È sempre pronto ad aiutare chi è in difficoltà, però tratta i suoi sottoposti (in particolare i suoi assistenti) come schiavi. È figlio di Maxum Mamma. In una puntata si scopre che è sparito perché si era stancato di fare il supereroe e voleva vivere una vita normale. Nell'edizione originale è doppiato da Ron Pardo, mentre in italiano da Roberto Draghetti.[1]
- Martin Troublemeyer/Master XOX: è il padre di Trevor. Il figlio non ne è consapevole, ma egli è in realtà il genio criminale noto come Master XOX. Ha come fine ultimo conquistare il mondo e distruggere Maxum Man. Nonostante sia malvagio vorrebbe che suo figlio Trevor crescesse come una normale persona e che non diventi un supercattivo come lui e il nonno. XOX è l'antagonista principale della serie e ha a disposizione una tecnologia molto avanzata. In presenza di Trevor (ma non sempre) torna ad essere il gentile Martin Troublemeyer. Il suo scagnozzo principale è Bruto Brutale, uno strano mostro sgrammaticato e violento. Nell'edizione originale è doppiato da Scott McCord nei panni di Martin Troublemeyer e da Ron Rubin nei panni di Master XOX, mentre in italiano è doppiato da Gerolamo Alchieri in entrambi i casi.[1]
- Professor Pompelmus (in originale Professor Pamplemoose): è l'insegnante dell'Accademia dei Fantaeroi, di cui è anche il preside. Si dimostra un maniaco della disciplina e gestisce la scuola come se fosse un luogo di punizione e parla con un marcato accento tedesco. Appare sempre su una sedia volante supertecnologica, ha un occhio mancante coperto da una benda e una mano metallica robotica. In molte puntate dimostra di essere estremamente sadico con Eric e gli altri studenti. Nell'edizione originale è doppiato da Patrick McKenna, mentre in italiano da Oliviero Dinelli.[1]
- Disastro Kid (in originale Golly Gee Kid): un tempo era l'aiutante di Maxum Man, che lo trattava come uno schiavo. Ora è il bidello dell'Accademia per Fantaeroi. Nell'edizione originale è doppiato da Ron Pederson, mentre in italiano da Gabriele Patriarca (da ragazzino, st.1), da Barbara Sacchelli (da ragazzino, st.2)[senza fonte] e da Ambrogio Colombo (da anziano).
- Mandy Struzione (in originale Mandy Struction): è una studentessa dell'Accademia dei Supercattivi, porta delle scarpe speciali che provocano terremoti. Eric, oltre che di Vana è innamorato anche di lei ed è ricambiato da quest'ultima. La sua famiglia controlla uno dei maggiori sindacati criminali della città. Alla sua prima apparizione Eric si infatuerà di lei, ma in seguito si troverà ad affrontarla. Sua madre prova un odio per Eric in quanto buono. È inoltre una dei pochissimi personaggi della serie a provare affetto per Eric (anche se a volte pure lei non rinuncia a pestarlo per motivi sciocchi o per puro divertimento). Nell'edizione originale è doppiata da Stacey DePass, mentre in italiano da Rachele Paolelli.[1]
- Allan Splendido (in originale Allan Amazing): è un ragazzo alto, bello e scaltro che cerca di essere sempre al centro dell'attenzione. Lavora come reporter a scuola e non sopporta che qualcuno si dimostri superiore a lui in qualsiasi disciplina o situazione; quando ciò accade si infuria, strappandosi la maglietta e iniziando a lamentarsi e gridare come un bambino capriccioso. Prova un forte odio verso Eric. Riesce a far colpo su molte ragazze, perfino su Kitty. Nell'edizione originale è doppiato da Scott McCord, mentre in italiano da Fabrizio De Flaviis.[1]

## Produzione e trasmissione
La serie è stata prodotta da Nelvana con YTV ed è diretta da Joey So. La prima stagione è andata in onda in Canada a partire dal 3 settembre 2010 su YTV, per poi concludersi il 18 giugno 2011, per un totale di 26 episodi trasmessi in un ordine differente rispetto a quello in cui sono stati prodotti. Una seconda stagione di 13 episodi è andata in onda tra l'8 ottobre 2011 e il 14 aprile 2012. Una terza stagione di 12 episodi è andata in onda dal 1º giugno al 14 settembre 2013, chiudendo la messa in onda. Negli Stati Uniti la serie è stata trasmessa da Cartoon Network a partire dal 13 giugno 2011.
In Italia i diritti sono di Switchover Media, che ha trasmesso su K2 dal 19 settembre 2011 i primi 26 episodi durante la stagione autunnale di quell'anno. A partire dal 5 ottobre 2011 tutti gli episodi sono stati diffusi in streaming a cadenza più o meno settimanale sul canale ufficiale di YouTube di K2 dedicato alla serie. La seconda stagione è andata in onda dal 7 al 15 gennaio 2013 con più di un episodio ad appuntamento, mentre la terza è andata in onda un anno dopo, dal 7 al 22 gennaio 2014.

### Episodi
| Stagioni         | Episodi | Prima TV originale | Prima TV Italia |
| ---------------- | ------- | ------------------ | --------------- |
| Prima stagione   | 26      | 2010-2011          | 2011            |
| Seconda stagione | 14      | 2011-2012          | 2013            |
| Terza stagione   | 12      | 2013               | 2014            |